# Scary Godmother

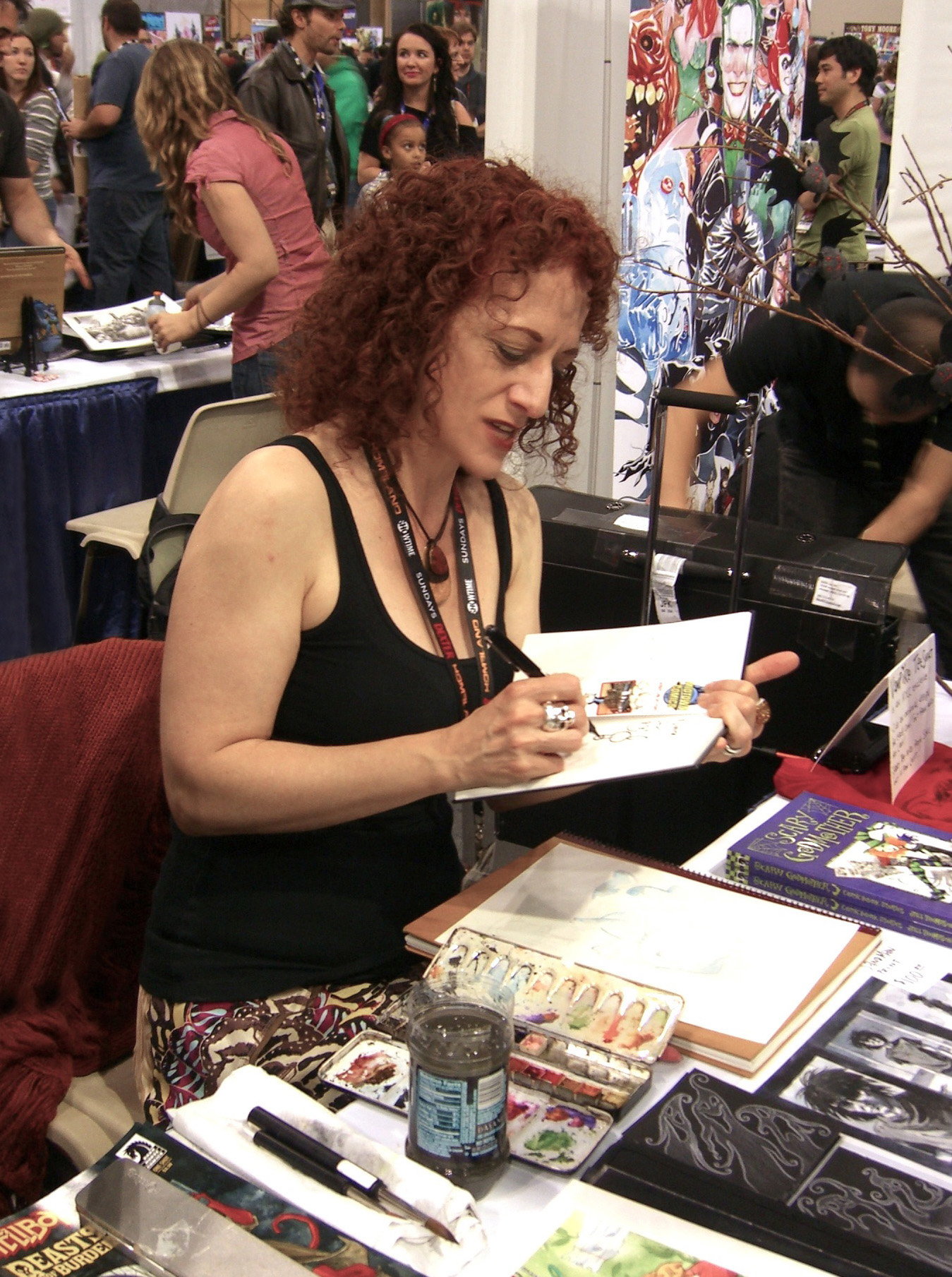
Jill Thompson, la créatrice de Scary Godmother

Scary Godmother est une série de livres et de comic books pour enfants réalisés par l'Américaine Jill Thompson et publiés entre 1997 et 2004 par Sirius Entertainment (en). L'épisode La Grippe Boo a remporté le prix Eisner 2001 du meilleur titre jeune public.

## Prix et récompenses
- 1999 : Prix Lulu
- 2001 : Prix Eisner du meilleur titre jeune public pour The Boo Flu

## Liste des histoires

### Comic books et livres originaux
- Scary Godmother, septembre 1997.
- My Bloody Valentine, février 1998.
- Revenge of Jimmy, septembre 1998.
- Holiday Spooktakular, novembre 1998.
- The Mystery Date, septembre 1999.
- Wild About Harry, 3 numéros, février-avril 2000.
- The Boo Flu, septembre 2000.
- Scary Godmother Activity Book, décembre 2000.
- Ghoul's Out for Summer, 6 numéros, 2001-2002.

### Recueils originaux
- Wild About Harry, Sirius Entertainment, 2001. Reprend les trois numéros publié en 2001.
- Ghoul's Out for Summer, Sirius Entertainment, 2002. Reprend les six numéros publiés en 2001-2002.
- Spooktacular Stories, Sirius Entertainment, 2004.
- Scary Godmother, Dark Horse Comics, 2010. Reprend Scary Godmother, The Revenge of Jimmy, The Mytery Date et The Boo Flu.

### Publications en français
- Scary Grandmother. Une terrifiante marraine, Delcourt, coll. « Contrebande », 2013, 208 p. Reprend cinq histoires.